# Пальчиков, Сергей Прокофьевич
Сергей Прокопьевич Пальчиков (29 августа 1909 — 18 января 1944) — старший сержант, участник Великой Отечественной войны, Герой Советского Союза.

## Биография
Родился 29 августа 1909 года в селе Белогородка (на территории современного Мариинского района Кемеровской области) в семье крестьянин-переселенцев П. Ф. Пальчикова и М. В. Пальчиковой.
В 1921 году отец Сергея погиб от кулацкой пули. Остался старшим в семье из матери, двух сестёр и двух младших братьев. Работал в колхозе в селе Белогородка. Окончил 7 классов школы. Был призван в ряды Красной армии в 1927 году и проходил срочную службу по 1929 год. После увольнения в запас вернулся в родное село. Член ВКП(б) с 1932 года. Активно боролся за упрочение советской власти в деревне. Неоднократно назначался уполномоченным по заготовке хлеба. Затем райком партии направил его на службу в органы НКВД.
До 1942 года служил в одной из частей НКВД командиром отделения, а затем помощником командира взвода. Лично задержал трёх преступников, совершивших убийство и ограбление.
22 февраля 1942 года добровольцем ушёл на фронт в составе 22-й Сибирской добровольческой дивизии. Участвовал в обороне Ленинграда и в боях по прорыву блокады в составе 1428-го лёгкого артиллерийского полка (65-я лёгкая артиллерийская бригада, 18-я артиллерийская дивизия прорыва, 3-й артиллерийский корпус прорыва, 42-я армия, Ленинградский фронт).
14 января 1944 года войска Ленинградского и Волховского фронтов перешли в наступление для разгрома группировки под Ленинградом. Расчёт под командованием Сергея Пальчикова, находясь в составе подвижной танковой группы, обеспечивал танки и пехоту огнём. За 4 дня боёв артиллеристы уничтожили пушку, 2 дзота и 4 станковых пулемёта противника.
К исходу 17 января 1944 советские войска прорвали главную полосу обороны противника и вклинились во вторую полосу. В этот день противник, опасаясь окружения, начал отвод своих войск, действовавших в районах Красного Села, Ропши и Урицка. 18 января наши танки сосредоточились для атаки на деревню Ивановку, где заняли оборону фашисты. Четвёртая батарея, где одним из орудий командовал Сергей Пальчиков, заняла позицию в районе деревни Глядино, чтобы поддерживать атаку танков. Когда немцы начали обстрел танков из тяжёлых орудий, наша батарея открыла ответный огонь.
Орудийный расчёт 76-мм полковой пушки старшего сержанта Сергея Пальчикова вступил в дуэль с немецкой батареей из трёх 155-мм орудий. Стремясь повысить эффективность огня, выкатил 76-мм орудие на прямую наводку. Первыми тремя выстрелами его расчёт уничтожил одно из немецких орудий, разбив его прямым попаданием снаряда и уничтожив немецкий артиллерийский расчёт, после чего батарея противника прекратила огонь по советской пехоте и перенесла огонь на орудие Сергея Пальчикова.
В смертельном бою расчёт Сергея Пальчикова уничтожил второе вражеское орудие. В считанных метрах от его орудия рвались вражеские снаряды третьего и четвёртого вражеских орудий. Осколками был убит весь наш орудийный расчёт, а командир — ранен.
Однако Сергей Пальчиков, несмотря на ранения, продолжал вести смертельную дуэль уже в одиночку. После нескольких выстрелов замолчало третье орудие, а через несколько минут он уничтожил и последнее, четвёртое орудие вражеской батареи. В конце этой дуэли по его орудию открыл огонь вражеский танк, находящийся в засаде. Разорвавшимся снарядом командир орудия был смертельно ранен и умер на руках у сослуживцев.
Боевой расчёт орудия во главе со своим командиром с честью выполнил боевую задачу — батарея врага была уничтожена, путь наступления нашим танкам был расчищен.
Указом Президиума Верховного Совета СССР «О присвоении звания Героя Советского Союза офицерскому, сержантскому и рядовому составу Красной Армии» от 21 февраля 1944 года за «образцовое выполнение боевых заданий командования на фронте борьбы с немецкими захватчиками и проявленные при этом отвагу и геройство» был удостоен посмертно звания Героя Советского Союза.
Похоронен в посёлке Гостилицы Ломоносовского района Ленинградской области в братской могиле мемориала «Гостилицкий».

## Награды
- Медаль «Золотая Звезда» № 4652 Героя Советского Союза;
- орден Ленина;
- медаль «За оборону Ленинграда».

## Память
- Похоронен в братской могиле мемориального комплекса «Гостилицкий комплекс» в деревне Гостилицы Ломоносовского района Ленинградской области (в 56 км к юго-западу от современного Санкт-Петербурга и в 25 км к югу от Петергофа).
- В селе Белогородка Мариинского района Кемеровской области установлен памятник и его именем названа школа.
- Именем героя названы одна из улиц города Мариинска и улица в посёлке Ропша Ломоносовского района Ленинградской области.
- В городе Мариинск установлен его бюст.
- Приказом Министра внутренних дел СССР старший сержант Сергей Прокопьевич Пальчиков навечно зачислен в списки Н-ской части внутренних войск МВД СССР, где он начинал службу[1].
- Памятный знак в Новосибирске. Установлен у здания Сибирского регионального управления Внутренних войск РФ (улица Мичурина, 13).